# Igling
Igling es un municipio situado en el distrito de Landsberg, en el estado federado de Baviera (Alemania), con una población a finales de 2016 de unos 2549 habitantes.
Se encuentra ubicado al suroeste del estado, en la región de Alta Baviera, cerca de la frontera con la región de Suabia, del río Lech —un afluente derecho del Danubio— y del lago Ammer.